# Fethi Merdassi
Fethi Merdassi, né le 11 décembre 1945 à Souk El Arba, est un homme politique tunisien.

## Biographie
Le 15 juin 1993, il est nommé secrétaire d'État auprès du ministre de la Santé Hédi M'henni. Il devient, le 17 novembre 1999, ministre de la Coopération internationale et des Investissements étrangers, jusqu'en septembre 2002, date à laquelle il est remplacé par Mohamed Nouri Jouini. Le 1er septembre 2003, il est nommé ministre de l'Industrie en remplacement de Moncef Ben Abdallah. Il reste à ce poste jusqu'au 10 novembre 2004, date à laquelle il est remplacé par Afif Chelbi. Le 4 novembre 2002, il est nommé ambassadeur de Tunisie en Allemagne.
Le 8 février 2008, il devient président du conseil d'administration de l'opérateur téléphonique Tunisiana.